# Пьер — сотрудник милиции
«Пьер — сотру́дник мили́ции» (груз. პიერი მილიციის თანამშრომელი) — советская грузинская чёрно-белая лирическая комедия 1965 года режиссёра Давида Рондели.

## Сюжет
Пьер Челидзе, лучший барабанщик города, возвращается из армии и поступает на службу в милицию. Над ним смеются друзья, осуждают родственники, бросает возлюбленная Тина, но Пьер непреклонен и с честью выполняет первое порученное ему дело.

## В ролях
- Имеда Кахиани — Пьер Челидзе
- Давид Абашидзе — Тенгиз
- Лали Месхи — Нани
- Сесилия Такайшвили — Лиза
- Динара Жоржолиани — Тина
- Александр Жоржолиани — старик
- В. Мегрелишвили — прохожий
- Бухути Закариадзе — мужчина
- Ипполит Хвичия — милиционер
- К. Амаглобели — Табагуа
- Малхаз Горгиладзе — Резо
- Леван Шенгелия — толстяк
- Вахтанг Нинуа — охранник
- И. Маркаров — Чупа
- Абессалом Лория — парикмахер
- Мераб Тавадзе — Анзори
- Акакий Кванталиани — профессор
- Карло Саканделидзе — Карло

## Показ
Премьера фильма состоялась в 1965 году в Тбилиси, по другим данным — 18 июля 1966 года в Москве.
В широкий кинопрокат фильм вышел 25 июля 1966 года, в кинопрокате СССР 1966 года фильм занял 53-ю строчку, его посмотрели 14 600 000 зрителей.

## Восприятие
Н. Басманов в журнале «Советский экран» высоко оценил актёрское мастерство ведущих исполнителей, а фильм назвал «анекдотической историей с блестящим сюжетом».
Критик Ромил Соболев в издании «Спутник кинозрителя» отмечал, что картина является, безусловно, смешной во многих сценах и эпизодах, а ряд заметных погрешностей против логики в работе сценариста нередко искупаются чисто комедийным разрешением нелепых положений: «Во многом можно упрекнуть эту кинокомедию и упрекнуть вполне справедливо. Но вместе с тем нельзя миновать и ее привлекательные стороны, прежде всего ее принадлежность к замечательной грузинской „школе кино“».
Прокофий Хвичия в своей книге 1983 года «Очерки истории грузинской советской милиции 1961—1980» писал: «В историю грузинского киноискусства художественный фильм „Пьер — сотрудник милиции“ вошёл как один из жизненных, полных веселья и радости фильмов; в нём правдиво отражена та сложная и почётная работа, которую ежедневно ведут простые советские люди, работники советской милиции».